# 越南共和國內務部
內務部，也譯作內政部，是越南共和國政府負責內政事務的最高機關。
從1949年成立到1975年4月30日因西貢淪陷解散的大部分時間中，內務部總部位於西貢第一郡自由大道164號。

## 歷史
前身為越南國內務部，成立於1949年。1955年全民公投後，越南共和國政權成立，越南國內務部重組為越南共和國內務部，直到1975年4月30日解散為止。

## 組織
以下為越南共和國內務部的組織架構（1963年）：

### 官員
- 部長
  - 辦公室主任（Đổng Lý Văn Phòng）
  - 事務主任（Đổng Lý Sự Vụ）

### 下屬機構
- 部長辦公室：政名辦公室、公文室
- 人事部：一室（行政）、二室（人員管理）、三室（任命首長）
- 預算及會計部：四室（預算）、五室（准支）、六室（中央會計）、七室（內務會計）
- 研究部：八室（管理）、九室（特別問題研究）、十室（部際會議文件的研究、組織及準備）
- 行政部：十一室（內務及培訓安排）、十二室（一般行政）
- 民衛部：十四室（民衛）、十五室（訓練警察部隊）
- 政治部：十六室（內部保安研究）、十七室（監視政治和安全局勢並利用政治訊息）、十八室（特別政治議題）、十九室（研究行政安全措施）
- 監察部：二十室（管制武器彈藥）、二十一室（監察協會、工會、會議、新聞、電影、廣播及電力）
- 出入及外僑部：二十二室（在越南的外國人出入境及居留事宜）、二十三室（監察外國人活動和驅逐出境及引渡）
- 自然資源控制及動員研究部：二十四室（檢查資源）、二十五室（研究動員）
- 行政清查署

### 附屬機構
- 國家警察總監室
- 電信室
- 懲教中心總監室
- 中央民衛團室